# マルアイ (食品スーパー)
株式会社 マルアイは、兵庫県加古川市に本社を置く流通企業である。1953年に創業。

## 概要
スーパーマーケット「マルアイ」を運営し、神戸・明石・加古川・姫路などの播磨地域および阪神間に店舗を展開している。他府県への展開はしていない。発祥は神戸市長田区御藏菅原の青果店で、1995年１月の阪神・淡路大震災までは神戸デパートの地下道と現在のマルハチ新長田店付近にも2店舗を構えていた（震災により倒壊したため現存していません）。
本社は2019年2月に兵庫県加古川市加古川町木村303-1から兵庫県加古川市神野町神野225-1に移転した。店舗数は全67店舗あり、一部店舗ではATMが設置されている。独自の電子マネーおよびポイントカード「maica（マイカ）」を発行している。
2023年1月、CGC加盟（同ブランド商品販売は同年4月から）。